# Puerto de Garachico
El puerto de Garachico es un puerto situado en el municipio de Garachico, en el norte de Tenerife (Canarias, España), administrado por la Autoridad Portuaria de Santa Cruz de Tenerife.

## Historia

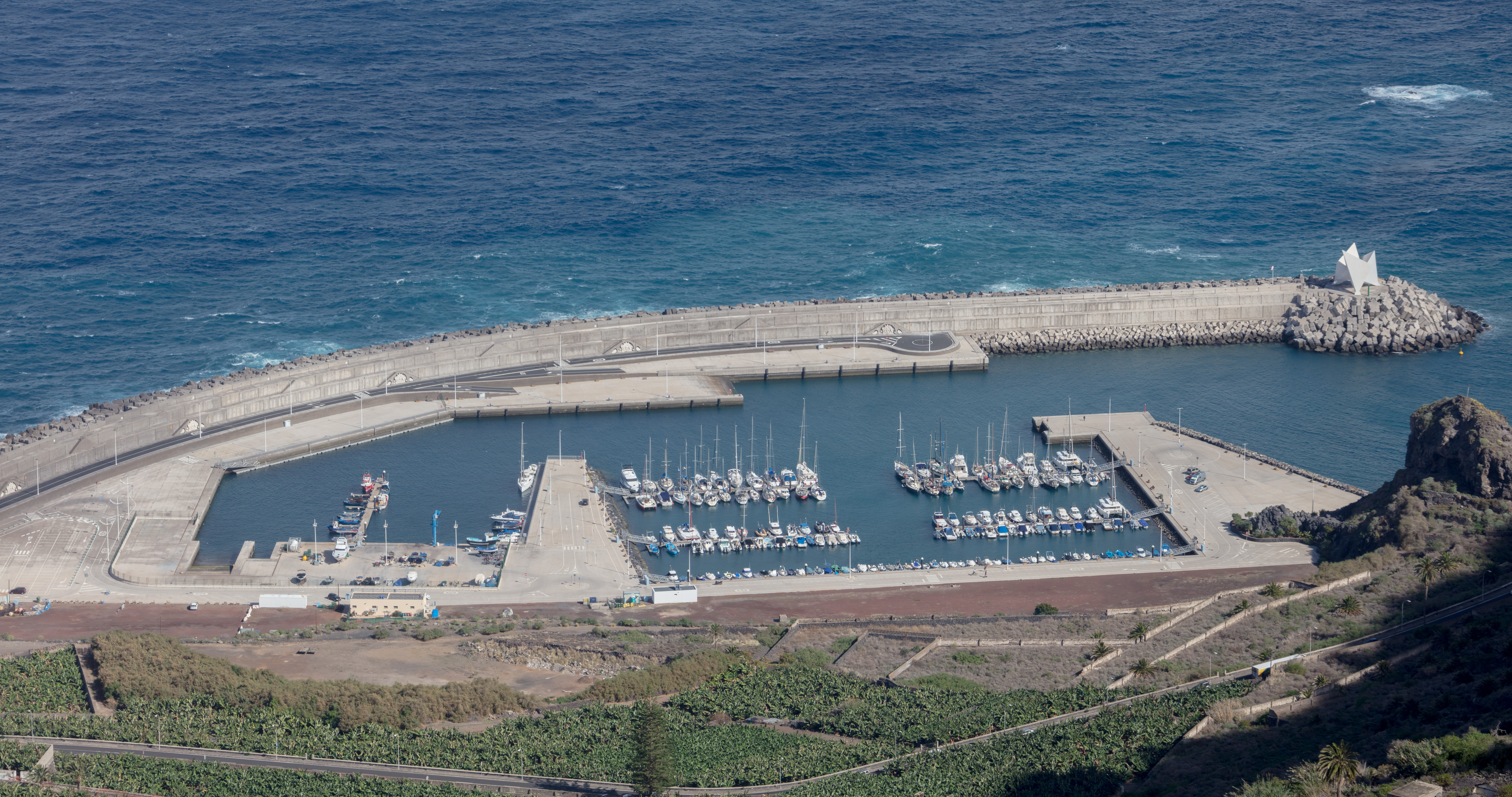
Puerto de Garachico

El antiguo puerto de Garachico fue el más importante de la isla de Tenerife entre los siglos XVII y XVIII. Se trataba de un puerto comercial con intercambios regulares de mercancías con destino a América y Europa.
En 1706, la erupción del volcán Trevejo arrasó y destruyó el puerto y con ello la actividad económica del municipio. Siglos después, en 2012, se inaugura el puerto actual ubicado junto al casco histórico.

## Características
El puerto de Garachico cuenta con 160 atraques en pantalanes para embarcaciones deportivas de hasta 15 metros de eslora y está protegido del oleaje y las corrientes por un dique de 650 metros de longitud.